# Cuzcurrita de Río Tirón
Cuzcurrita de Río Tirón ist ein Ort am Unterlauf des Río Tirón in der spanischen Region La Rioja mit 549 Einwohnern (Stand: 2024).

## Lage und Klima
Der Ort Cuzcurrita de Río Tirón liegt etwa 55 km (Fahrtstrecke) nordwestlich von Logroño am Fluss Tirón. Die nächstgrößeren Städte sind Haro (12,5 km östlich) und Miranda de Ebro (ca. 20 km nördlich). Das Klima ist gemäßigt bis warm; der für spanische Verhältnisse durchaus reichliche Regen (ca. 650 mm/Jahr) fällt – mit Ausnahme der eher trockenen Sommermonate – übers Jahr verteilt.

## Bevölkerungsentwicklung
| Jahr      | 1857  | 1900  | 1950  | 2001 | 2017 |
| Einwohner | 1.531 | 1.531 | 1.030 | 485  | 496  |

Infolge der Mechanisierung der Landwirtschaft und des daraus resultierenden geringeren Arbeitskräftebedarfs ist die Zahl der Einwohner seit der Mitte des 20. Jahrhunderts deutlich zurückgegangen.

## Wirtschaft
An erster Stelle im Wirtschaftsleben der Gemeinde steht traditionell die Landwirtschaft und hier vor allem der Weinbau – Cuzcurrita de Río Tirón gehört zum Anbaugebiet der Rioja Alta, im Ort gibt es mehrere Weingüter (bodegas). Daneben werden auch Weizen, Gerste, Kartoffeln sowie verschiedene Gemüsepflanzen kultiviert.

## Geschichte
Keltische, römische, westgotische und selbst maurische Funde wurden auf dem Gemeindegebiet bislang nicht gemacht. In Urkunden des 11. Jahrhunderts wird der Ort abwechselnd Quosquorrita, Coscorrita oder Cuzcurrita geschrieben; die letztere Schreibweise hat sich später durchgesetzt. Der Ort wechselte danach mehrfach den Grundherrn (señor) und wurde mit einer Stadtmauer befestigt. Um das Jahr 1500 errichtete die Familie Suárez de Figueroa die Burg (castillo), die sich seit 1945 in Privatbesitz befindet und zu Wohnzwecken genutzt wird.

## Sehenswürdigkeiten

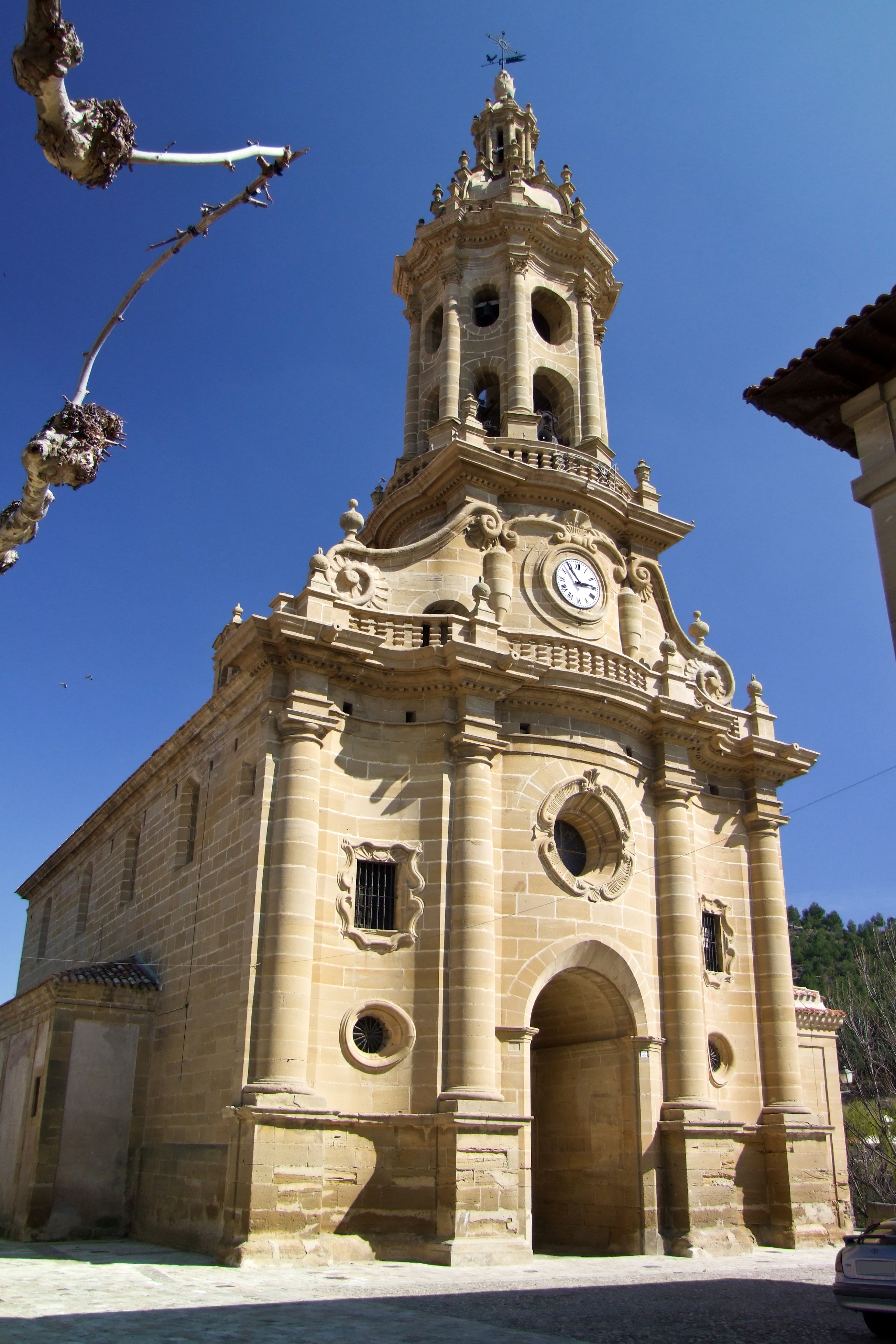
Iglesia San Miguel

- Die Burg des Ortes (Castillo de los Velasco) wird von einem mächtigen, nahezu fensterlosen Bergfried (torre del homenaje) überragt. Die Burggebäude mit ihren kleinen runden Ecktürmchen wurden nach 1945 durch den Einbau von Fenstern für Wohnzwecke erschlossen.[6]
- Ein Waschhaus (Lavoir|lavadero) aus dem 19. Jahrhundert steht am Flussufer nahe der Burg.[7]
- Eine mittelalterliche, später jedoch mehrfach erneuerte doppelbogige Steinbrücke überspannt den Río Tirón.
- Die dem Erzengel Michael geweihte Barockkirche (Iglesia San Miguel) mit ihrer ein- und auswärts geschwungenen Fassade wurde um die Mitte des 18. Jahrhunderts erbaut. Insbesondere der Glockenturm (espadaña) ist ein schönes Beispiel für die spätbarocke Architektur in der Provinz Rioja. Die Altäre im Innern zeigen schon klassizistische Stilformen.[8]
- Ein kleines Waage- und Zollhäuschen (fielato) steht am Ortseingang.[9]
- Eine Gerichtssäule (rollo) erhebt sich auf einer Anhöhe außerhalb des Ortes; sie wurde nach einem Blitzschlag im Jahre 1865 restauriert.

Umgebung
- Die einschiffige romanische Einsiedlerkapelle (ermita) Nuestra Señora de Sorejana steht etwa 1800 m flussaufwärts. Sie hat ein außergewöhnlich reich gestaffeltes Archivoltenportal auf der Südseite und einen kleinen quergestellten Glockengiebel (espadaña).[10]
- Die Ermita Nuestra Señora de Tironcillo steht dagegen etwa 3,5 km nordöstlich des Ortes. Es ist ein einschiffiger Bau des 18. Jahrhunderts mit einfachen Barockformen und einem Glockengiebel oberhalb der Westfassade.

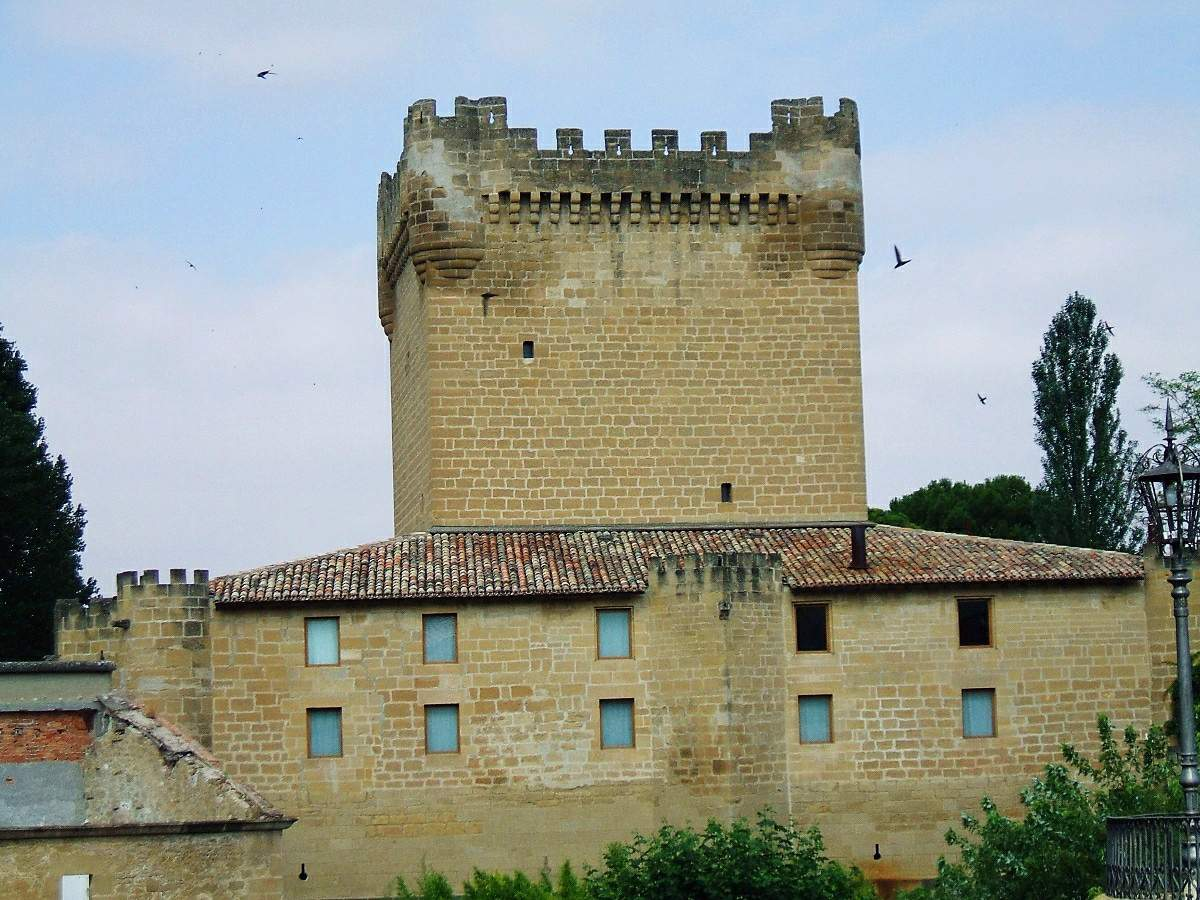
Castillo de los Velasco
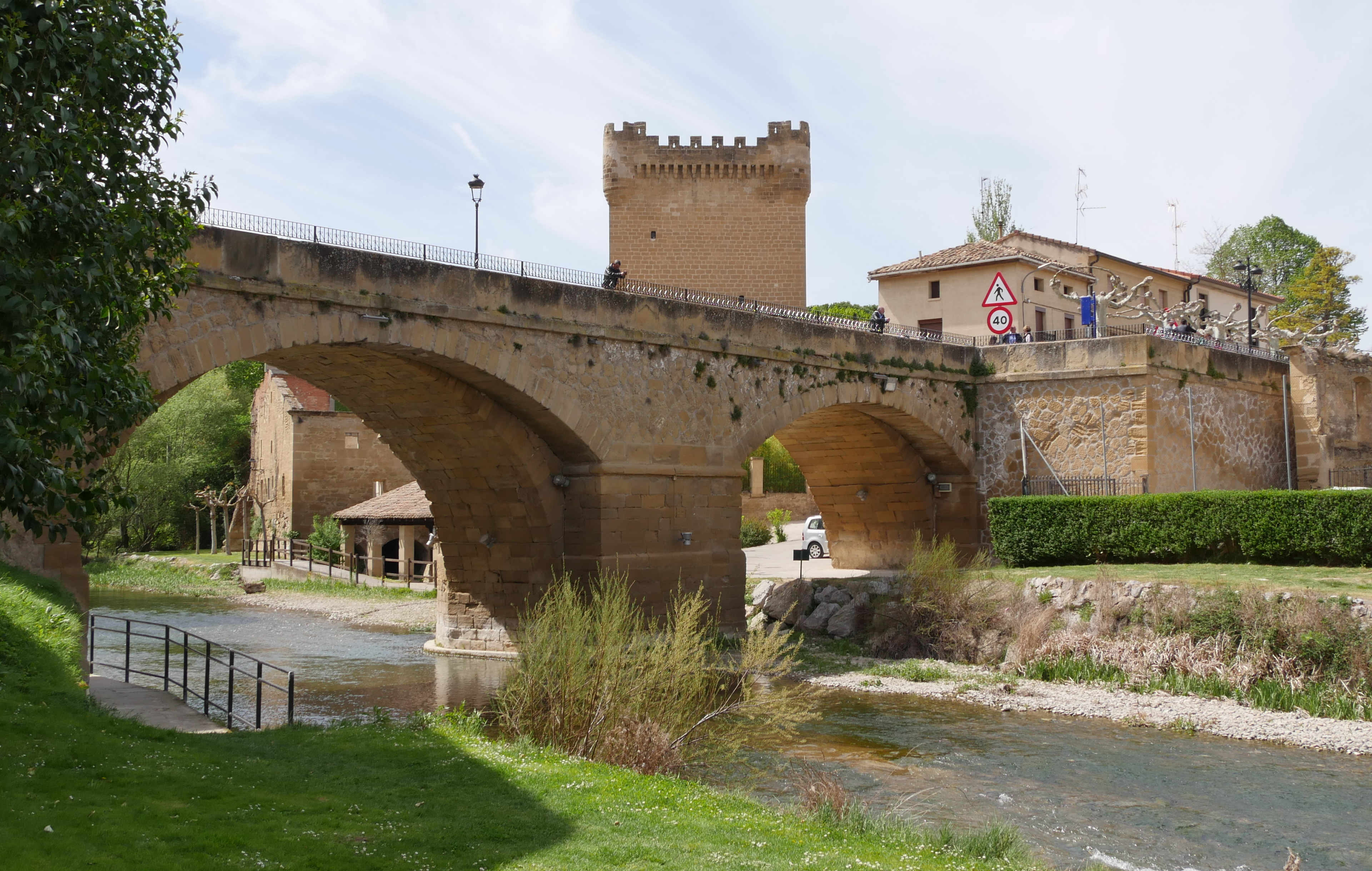
Brücke und Burg
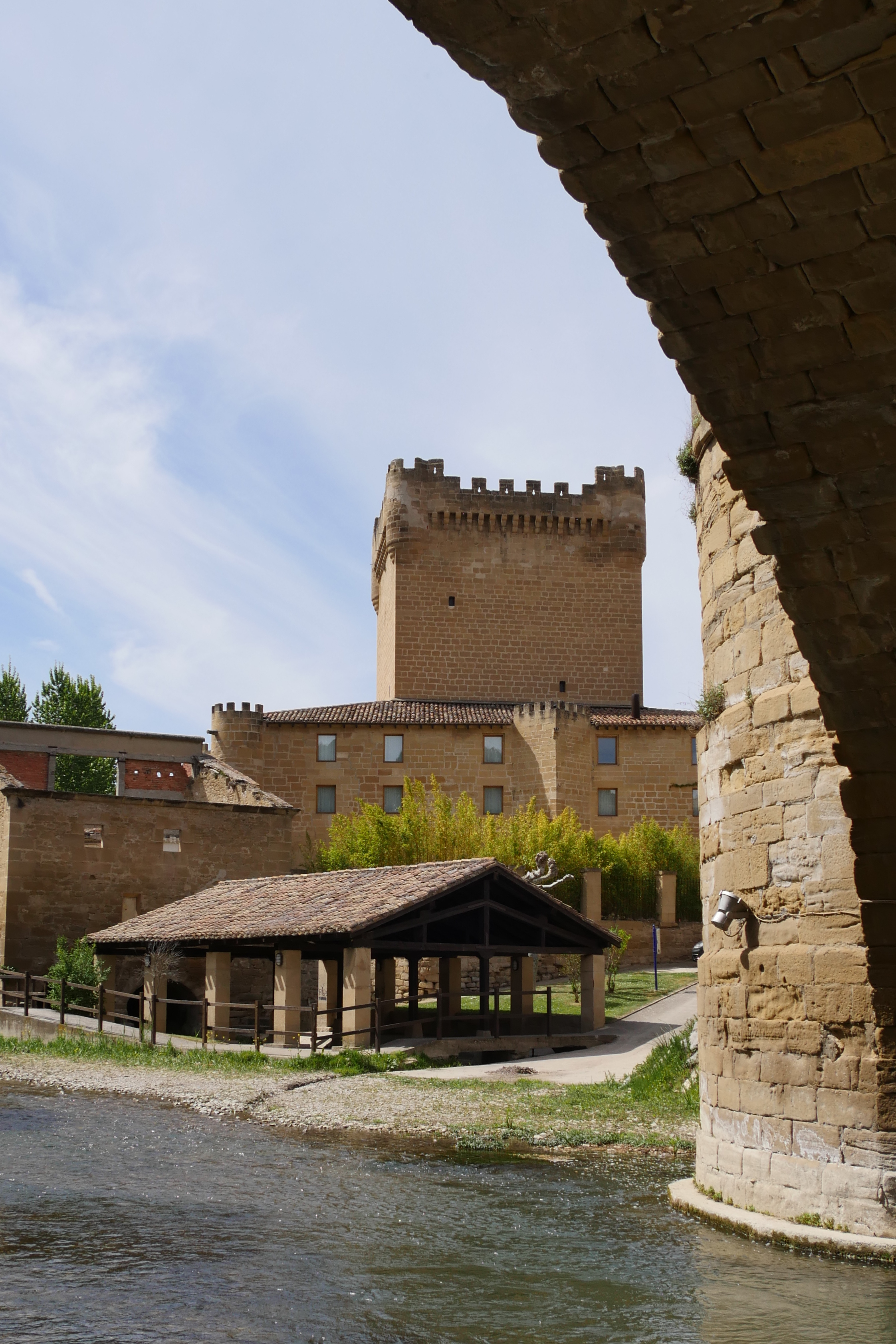
Waschhaus und Burg
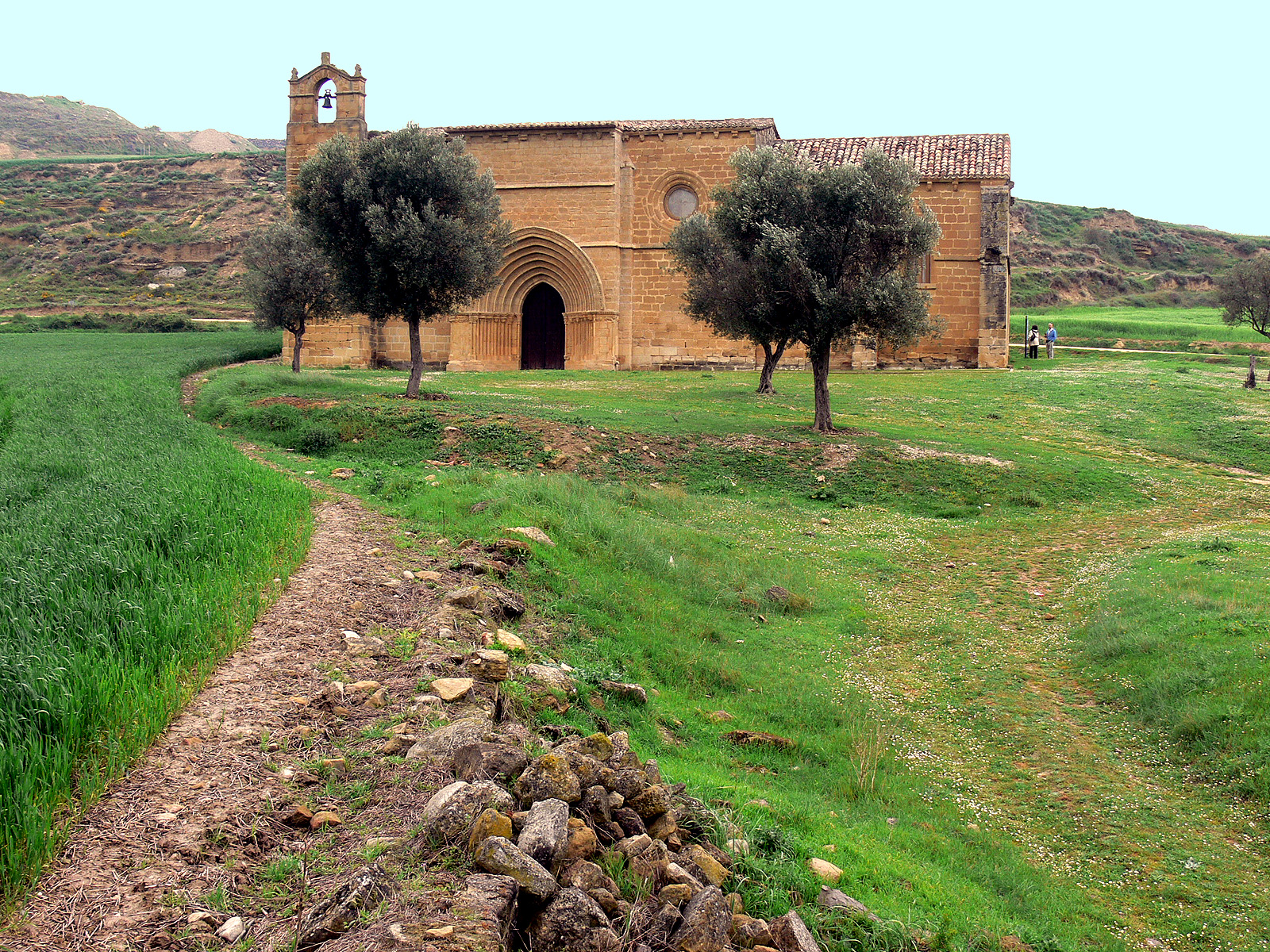
Ermita de Nuestra Señora de Sorejana
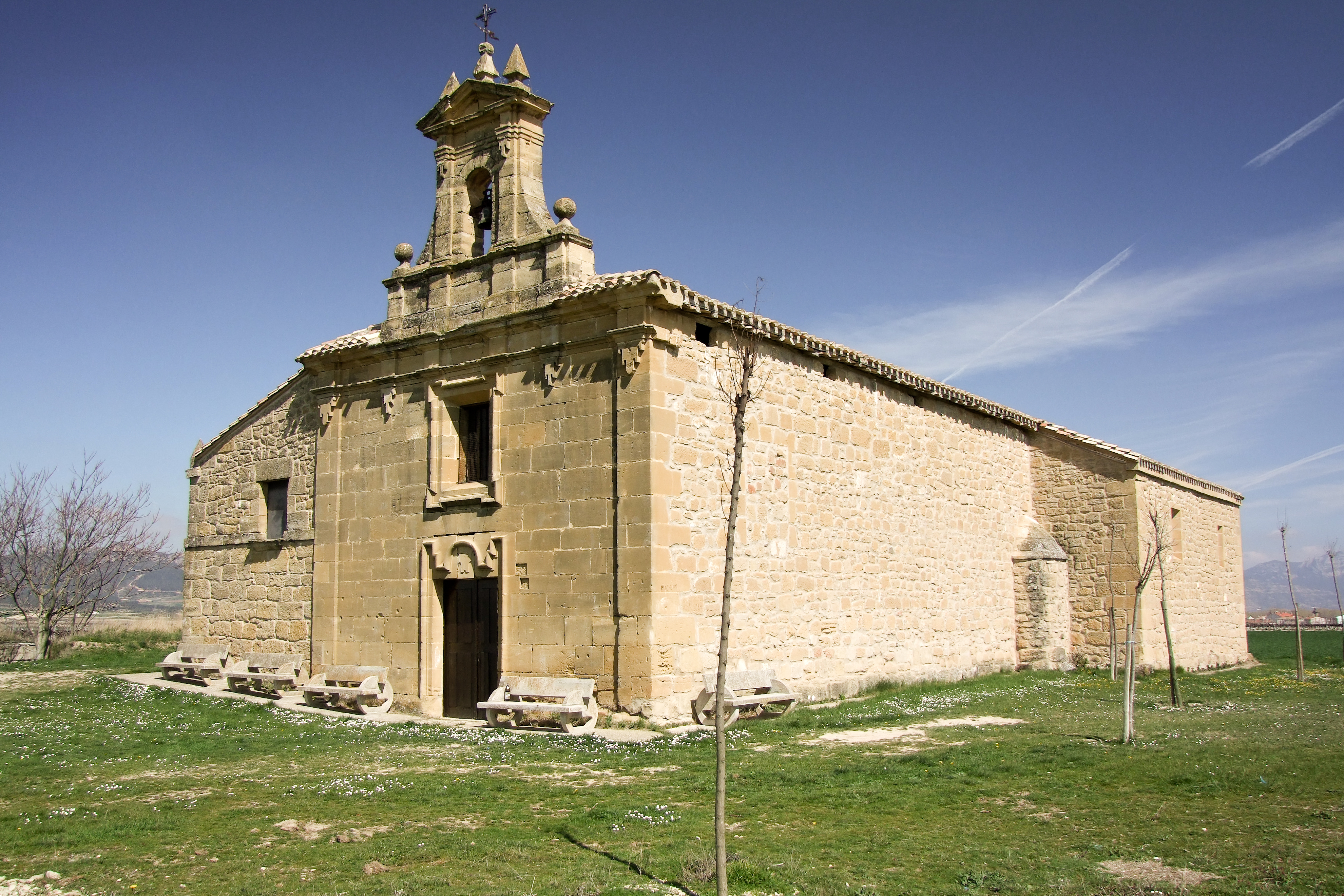
Ermita Nuestra Señora de Tironcillo

## Fiestas
- 29. Sept. bis 1. Okt.: Fest des Erzengels Michael (San Miguel)
- In der Pfingstzeit stehen die beiden Einsiedlerkirchen im Mittelpunkt lokaler Prozessionen und Festivitäten.